# Антонюк Ярослав Васильович
Яросла́в Васи́льович Антоню́к (8 серпня 1974 — 12 серпня 2014) — сержант Збройних сил України, учасник російсько-української війни.

## Життєпис
Народився 1974 року в селі Бучачки Снятинського району (Івано-Франківська область). Одружився, проживав з родиною у селі Чижівка Новоград-Волинського району (Житомирська область).
Після початку збройного протистояння на сході України призваний на військову службу до 30-ї окремої механізованої бригади; сержант, механік-водій 1-го танкового взводу. Від весни 2014 року підрозділ розміщався на межі з анексованим Кримом, згодом переведений під Бердянськ.
27 липня підрозділ переведений у район Савур-Могили. Розбивши сили терористів, українські військовики утворили коридор — для виведення оточених на кордоні з РФ підрозділів. 5 серпня 3 БМП та 1 танк зайняли висоту поблизу Никифорового, керував блокпостом старший лейтенант Артем Абрамович, ще за кілька кілометрів розміщено ще два блокпости.
12 серпня на блокпост старшого лейтенант Абрамовича відійшли 1 танк і 2 БМП з сусіднього блокпоста. Із штабом зв'язатися не вдалося. Після «наради лейтенантів» вирішили прориватися до своїх на Міусинськ, куди й прибули. Старший лейтенант, що керував у Міусинську, наказав повернутися на висоту та захищати тил бригади.
Після зайняття попередньої позиції побачили, як з півдня почався обстріл «Градами», проте ракети пролетіли далі. Почала стріляти ворожа артилерія. Запросивши в штабу артилерійську допомогу, почули відповідь: «снарядів немає». Незабаром на блокпост вийшли 4 танки, перший з яких був Т-64 з білими смугами, як в українських, з другого напрямку наступала піхота терористів. Після перших пострілів у одного танка заклинило гармату, на той час уже були підбиті 2 БМП. Абрамович наказав підлеглим відходити, сам лишився прикривати відступ.
12 серпня 2014 року танк Т-64, екіпаж якого: старший лейтенант Артем Абрамович — командир танка, сержант Ярослав Антонюк — механік-водій, вступив у двобій з російським Т-72. У двобої танки таранили одне одного. Український екіпаж відтоді вважався зниклим безвісти. У бою було знищено 2 танки Т-72, українські сили втратили Т-64 — Абрамович, Антонюк, Петро Барбух та БМП-2 — загинули прапорщик Дмитро Руденко та сержант Борис Луцько.
Пошуки Ярослава Антонюка тривали найдовше, влітку 2017 року проведено повторну експертизу, виявилося, що Артем Абрамович був похований не сам — а з Ярославом Антонюком. У грудні 2017 року на підставі висновку експерта Державного науково-дослідного експертно-криміналістичного центру Ярослава Антонюка оголошено померлим.
12 січня 2018 року похований у селі Чижівка.
Без Ярослава лишилася дружина загиблого Ніна Петрівна Антонюк.

## Нагороди та вшанування
За особисту мужність, сумлінне та бездоганне служіння Українському народові, зразкове виконання військового обов'язку відзначений — нагороджений
- орденом «За мужність» ІІІ ступеня (6.4.2018, посмертно)[1]
- словацький художник Радо Явор під враженням від подробиць бою та героїзму екіпажу, в якому воював Ярослав Антонюк, написав картину та назвав її «Соняхи».
- Народний Герой України (посмертно; 19 вересня 2015).
- Його портрет розміщено на меморіалі «Стіна пам'яті полеглих за Україну» у Києві: секція 2, ряд 3, місце 33.
- Вшановується на щоденному ранковому церемоніалі вшанування українських захисників, які загинули цього дня в різні роки внаслідок російської збройної агресії[2].